# マラーノ・ティチーノ
マラーノ・ティチーノ（伊: Marano Ticino）は、イタリア共和国ピエモンテ州ノヴァーラ県にある、人口約1,600人の基礎自治体（コムーネ）。

## 地理

### 位置・広がり
| 隣接するコムーネは以下の通り。括弧内のVAはヴァレーゼ県所属を示す。 - ディヴィニャーノ - メッツォメリーコ - オレッジョ - ポンビア - ヴィッツォーラ・ティチーノ (VA) |